# 林克穎
林克穎（英語：Zain Taj Dean，1971年11月16日—），曾使用柯睿明（英語：Khalad Hamid），現使用，印度裔英國籍商人。任職英商怡法媒體設計股份有限公司臺灣分公司的創意總監，2001年因觸犯侵害著作權罪潛逃出國；改名回台任職英商恩禧（NCL Media）台灣分公司執行長，2010年因酒駕撞死送報生黃俊德遭法院判刑，於發監執刑前持一名英國籍白人的護照潛逃出境。

## 侵害著作權案件
2001年，柯睿明時任英商怡法媒體設計股份有限公司臺灣分公司的創意總監，該公司遭查緝連續重製美商微軟公司（Microsoft Corporation）、美商奧多比公司（Adobe Systems Incorporated）、美商歐特克公司（Autodesk, Inc.）、美商麥肯邏媒體軟體公司（Macromedia Inc.），審判期間潛逃回英國，改名為林克穎後再來台灣。
2010年12月28日，判處6個月有期徒刑。

## 酒駕撞死人事件
2010年3月25日凌晨，林克穎在臺北市松江路的名亨酒店喝到爛醉，4點50分由酒店代理駕駛開林克穎的賓士轎車送他回家，在行經第一個十字路口（松江路、四平街口）時林克穎將酒店代理駕駛趕下車堅持自行駕車，隨後在台北市忠孝東路四段發生撞死送報生黃俊德的車禍，警察在5點4分接獲報案電話，警察到場時肇事者已駕車逃逸。事故現場遺留林克穎的賓士轎車的碎片，但無直接拍攝到發生經過的監視器，惟酒店門口的監視器可佐證代理駕駛4點56分徒步回來，林克穎住家樓下監視器可見5點7分他獨自駕車駛入自家停車場，證明事故發生時駕駛轎車者非酒店代理駕駛。
2010年3月26日，林克穎委託女友以低價新台幣2萬3,000元變賣車輛，適逢在修車廠內的顧客曾觀看相關新聞報導察覺該車有異，遂通知警方前往調查，該車車頭被驗出有死者的血跡反應。
2010年3月28日，林克穎凌晨被捕，以15萬交保並被查扣護照、限制出境。
2011年3月15日，台北地方法院認為，由於林克穎涉及滅證、脫產、從未向受害者家屬道歉與達成和解，判處2年半徒刑。
2012年7月12日，台灣高等法院認為，林克穎犯後未見悔意，甚至拒絕賠償死者家屬，判處公共危險6個月徒刑、過失致死罪1年4月徒刑、肇事逃逸2年6個月徒刑，合計應執行刑4年。
2012年12月20日，中華民國最高法院駁回肇事逃逸罪上訴，全案確定。

## 撞死人後潛逃回英
2012年7月26日，林克穎（Zain Dean）在2010年撞死送報生黃俊德，台灣高等法院依酒駕、過失致死及肇事逃逸等罪判刑4年，儘管肇逃部分還在上訴，但其餘犯罪已定讞應發監服刑。
2012年8月14日，林克穎持假護照潛逃出境逃往泰國。
2012年9月21日，台北地檢署傳喚林克穎執行發監，卻找不到人。
2013年1月29日，台北地檢署調閱出入境監視器檢查時發現林克穎已離境。遂發佈通緝令，時效到2031年9月20日。
2013年2月1日，林克穎跨海發表聲明，先表示要向台灣人民以及死者家屬道歉；接著控訴，3年受審期間深受偏見，無法為自己辯護也始終無法取得關鍵證據-案發過程的部分監視器錄影畫面等，這些畫面足以證明他並非肇事者。聲明最後表示，願意在4項條件下返台受審：再審期間，需有公正的國際人權團體參與審判、訴訟過程應受台灣司法及人權團體監督、有關單位應調查為何關鍵錄影畫面在案發後失蹤、被指派的法官應審視相關證據及法條，別因為膚色而怪罪他。檢方回應，不與逃亡的林克穎談條件，指出若不服判決，應循司法制度中的非常上訴或再審途徑救濟，而不是逃跑。死者黃俊德的家屬批評，案件審理期間林克穎出庭時始終維持一張撲克臉，從未說過道歉，而且覺得未被公平對待也應循求正當法律途徑解決，怎麼會先潛逃出境再回頭對台灣司法談條件。
2013年2月5日，林克穎使用Skype（不顯示影像）接受台灣媒體專訪，仍堅稱自己不是撞死人的駕駛。

## 司法引渡
2013年2月7日，在林克穎發表聲明後中華民國外交部表示將會透過各種方式讓林克穎回台服刑。
2013年10月16日台灣與英國簽署「關於林克穎引渡瞭解備忘錄」。
2013年10月17日倫敦時間，在英國被逮捕，林克穎在蘇格蘭愛丁堡法院受審時聲稱自己是被冤枉且批評台灣審判不公平，並申請保釋但法官未採信仍裁定羈押。
2014年1月8日倫敦時間，林克穎進行獲捕後的首次引渡庭，在愛丁堡地方法院舉行，林克穎律師向法官質疑台灣的法理地位，主張不應引渡林克穎到台，與檢方及法官辯論近2小時未果，隔日再審。
2014年1月9日倫敦時間，愛丁堡地方法院9日續審林克穎引渡案，法官馬凱弗（Kenneth MacIver）裁定臺灣是英國引渡法所指之第二類領土(territory)，並定29日繼續審理林克穎在台灣受審時是否符合《歐洲人權公約》第6條必須給予被告公平審判的規定。
2014年5月23日中午12點（倫敦時間）英國皇家高等法院開庭審理中華民國臺灣臺北地方法院對英商林克穎撞死孝子的民事賠償案，一審判決承認中華民國臺灣臺北地方法院對林克穎的民事判決，提出的金額除了判賠金額外，加計利息，共計約新臺幣908萬元，如果拖延不賠，將以英國最高年利率百分之八，加計利息。也就是說，將來只要三審判決定讞，中華民國臺灣臺北地方法院民事判決將獲得與英國法院判決相同效力，可直接在英國對林克穎財產進行強制執行，且英國是歐盟成員並簽署《布魯賽爾公約》的《盧加諾公約》（Lugano Convention），所以判決結果將自動適用於歐盟其他27個會員國，可直接對林克穎在歐盟的所有財產強制執行。
2014年6月11日10點（倫敦時間）英國愛丁堡地方法院法官馬凱弗當日一審宣判，英商林克穎必須被引渡回到中華民國服刑，全案可上訴。蘇格蘭司法部長Kenny MacAskill批准引渡林克穎回臺服刑後，8月14日，林克穎提出上訴，法務部及外交部將持續透過台灣駐英代表處，透過法律程序引渡林回台服刑。
2016年9月23日，蘇格蘭高等法院以臺灣監獄環境欠佳為理由，並不符合《歐洲人權公約》第3條，改判林克穎暫時無須被引渡回到臺灣服刑。英國蘇格蘭最高民事法庭法官Paton女士表示考量兩地法理情皆有差異，是否適用《歐洲人權公約》第三條仍有疑慮。
2017年7月28日，英國最高法院認為中華民國政府會遵守出具之承諾且會採取合理的措施來保證林克穎的安全，並不違反《歐洲人權公約》第3條免於酷刑與不人道或侮辱待遇之自由的要求。但蘇格蘭高等法院在原判決中，未論及林克穎所爭執蘇格蘭司法部部長引渡命令適法性之問題，英國最高法院遂將全案發回蘇格蘭高等法院。
2019年6月6日，蘇格蘭高等法院對中華民國能否遵守「引渡林克穎瞭解備忘錄」第11條所約定之特定性條款(Specialty Doctrine)，即英國若允許林克穎引渡回臺服刑，不得就林克穎另因違反入出國及移民法而遭起訴之案件進行審理有疑義。因中華民國刑事訴訟法中並無有關特定性條款(Specialty Doctrine)的效力規定，導致合議庭對於確實遵守特定性條款(Specialty Doctrine)產生疑慮。多數意見（2票）最後認為，無法在未有法律保障下僅憑中華民國政府的承諾而認為對林克穎可受保護，故宣判不予引渡。蘇格蘭司法部認為上訴無理由而決定不上訴，確定無法引渡回台受審。

## 後續

### 艾琳達發表爭議性言論
林克穎透過當時在台灣念書的研究所老師艾琳達跨海發聲明，艾琳達並對此一潛逃行為發表：「逃得好，別回來了！」的評論。

### 相關人員懲處
讓林克穎持假護照闖關的入出國及移民署游姓查驗官經檢察官調查無涉不法，遭記1大過且離開外勤查驗工作，轉調至桃園機場內勤單位；主管黃姓隊長記過1次，並調為非主管職。

### 追究協助潛逃者刑責
林克穎在台的女友董玉琪因涉及協助逃亡（Help criminals escape）被檢察官起訴，台北地方法院於2013年5月30日判處董女「藏匿犯人協助逃亡」5個月徒刑，得易科罰金。
被林克穎冒用身分的其前下屬英國籍白人大衛（Christopher David Churcher，又名「邱凱」）遭台北地檢署以被告身分傳喚到案，雖其聲稱不知情，但被檢方查出因欠林克穎5萬元，林克穎於是商借其護照返回英國，承諾事成之後先前欠款不必還，會再給4萬5000元。台北地方法院於2013年5月30日依「違反入出國及移民法」、「未指定犯人誣告罪」，各判5個月及3個月徒刑，合併執行7個月徒刑，可易科罰金。2013年11月19日，繳交完罰金後被驅逐出境。

## 外部連結
- NCL Media （页面存档备份，存于）